# Koimula
Koimula – wieś w Estonii, w prowincji Jõgeva, w gminie Torma.